# Pagan Metal
Pagan Metal [ˈpeɪɡən ˈmɛtəl] (englisch pagan ‚heidnisch‘) ist ein Metal-Genre, in dem vorrangig mythologische Themen vorchristlicher Religionen behandelt werden. Ein verwandtes Genre stellt der Viking Metal dar.

## Geschichte
Die ersten Pagan-Metal-Bands entstanden im Zuge der zweiten Welle des Black Metal, griffen aber im Gegensatz zum satanistischen Hintergrund des Black Metal das Heidentum auf und wählten deshalb andere Bezeichnungen. Die norwegische Band Enslaved etwa bezeichnete ihre Musik als Viking Metal, das Demo True Northern von Det Hedenske Folk wurde als „Heathen Metal“ beworben. Die Band Isengard des Darkthrone-Schlagzeugers Fenriz verband Black-Metal- und Folk-Elemente. Er selbst betonte, dass es zu diesem Zeitpunkt noch keinen Folk Metal gab und der Pagan Metal zu diesem Zeitpunkt „weit entfernte Zukunftsmusik“ war. Erste Bands, die der Bezeichnung Pagan Metal zugeordnet wurden, waren In the Woods… aus Norwegen und Poccolus aus Litauen; der Begriff erschien außerdem 1993 auf Pagan Rites’ Demo Pagan Metal, das im klassischen Black-/Thrash-Metal-Stil gehalten war. Auch To Enter Pagan vom Demo Dark Romanticism der irischen Band Primordial gilt als wegweisend. Auf Handzetteln zu Gravelands The Celtic Winter und Behemoths The Return of the Northern Moon findet sich die Bezeichnung „Pagan Black Metal“, die jedoch auch als selbstwidersprüchlich abgelehnt wird. In Griechenland verband Kawir als erste Band den dortigen Black-Metal-Stil mit heidnischen Texten, und in Russland kombinierte die aus dem Umfeld der Blazebirth Hall stammende Band Forest Neofolk- und Black-Metal-Elemente. Frühe Veröffentlichungen des heidnischen Metals in Deutschland waren Laeknishendr von Falkenbach, Durch den Nebel der Finsternis von Bergthron und die EP Cythraw von Mayhemic Truth. Weitere frühe Pagan-Metal-Bands waren Adorned Brood, Tumulus und Menhir. Dem Pagan Metal wandten sich später auch Black Messiah und Andras zu, die als Black-Metal-Bands gegründet worden waren. In Frankreich schlugen ab 1995 Belenos, Bran Barr und Aes Dana eine musikalische Brücke zum Celtic Metal, während Blut aus Nord nach zwei Demos mit Ultima Thulée ein weiteres Schlüsselwerk veröffentlichten, sich allerdings in Folge stilistisch wieder vom Pagan Metal entfernten. Mit Himinbjorg und Nydvind gab es hier nur einzelne Vertreter unter den frühesten Gruppen mit konstantem Bezug zur nordisch-germanischen Sagenwelt.
Pagan Metal wird überwiegend in Skandinavien, den Niederlanden, Dänemark und Deutschland gespielt. Aber auch im osteuropäischen Raum hat sich eine große Szene etabliert. Ab Ende der 1990er-Jahre finden sich auch außerhalb Europas entsprechende Bands, wie Yaotl Mictlan (USA, mit Bezug auf die Maya und die mexikanische Kultur), Magane (Japan) oder Folkheim (Chile).
Seit der explosionsartigen Ausweitung der Genres Folk Metal und Pagan Metal zu Beginn der 2000er-Jahre haben sich einige Festivals auf den Pagan Metal spezialisiert. Das größte Festival ist das deutsche Ragnarök-Festival, welches seit 2004 veranstaltet wird.
Europaweit bildete sich vor allem auch durch die großen Festivals Paganfest und Heidenfest eine Szene, bei denen namhafte Vertreter des Genres gemeinsam auf Tour gingen. Durch den Ableger Paganfest USA erreichten die Bands auch die USA. Erstmals im Dezember 2007 wurde die Festival-Tournee Paganfest veranstaltet, bei der Bands des Pagan und Folk Metal europaweit auftraten. Im April 2008 wurde die Tour mit leicht verändertem Bandangebot weitergeführt und anschließend unter dem Namen Paganfest USA in Kanada und den USA fortgesetzt. Im Folgejahr wurde dieser Ableger in Paganfest America umbenannt, da es nun mehrere Konzerttermine in Kanada gab. Es fand im April und Mai 2008 statt. Die zweite europäische Paganfest-Tour folgte im September 2009. Im März 2010 wurde das Paganfest 2010 als europaweite Tournee mit den Bands Finntroll, Eluveitie und Arkona veranstaltet.
Im Herbst 2008 fand als Paganfest-Ableger erstmals die europaweite Festival-Tournee Heidenfest mit Konzertterminen in Deutschland, Österreich, der Schweiz, Frankreich, Tschechien, den Niederlanden, Belgien und Ungarn statt. Headliner waren Finntroll und Primordial. Auch hier folgte ein amerikanischer Ableger unter dem Titel Heathenfest America im November 2009 mit Eluveitie als Headliner. Die zweite Heidenfest-Tour wurde im September 2010 veranstaltet.
Die heutige internationale Popularität der Genres und Bands geht nicht zuletzt auf diese erst europa- und anschließend weltweiten Tourneen zurück, durch welche einige große Bands des Genres weltweit für die Zuschauer erreichbar gemacht wurden. Bemerkenswert ist, dass trotz der eindeutigen Benennung der Festivaltourneen kein Unterschied zwischen Pagan Metal und Folk Metal gemacht wird und Bands mit heidnischen Texten gleichbedeutend mit Metal-Bands anderer Genres auftreten. So gehörte beim Paganfest America und Paganfest 2010 die Thrash-Metal-Band Swashbuckle zum Line-Up, die sich in ihren Texten mit Piraten beschäftigt und damit in keiner Weise eine Pagan-Metal-Band ist.

## Musik
Bands werden dem Genre vor allem aufgrund der Texte zugeordnet. Zunächst wurde der Begriff für Gruppen verwendet, die stark vom Black Metal beeinflusst waren, aber heidnische anstatt satanistische Ansichten vertraten. Beispiele dafür sind (in ihrer jeweiligen frühen Phase) In the Woods…, die Viking-Metal-Band Enslaved, Primordial oder Moonsorrow. Später kamen Bands auf, welche „Heavy und Death Metal mit Folk anreichern“, wie Týr oder Ensiferum. Der Gesang bewegt sich zwischen gutturalem und klarem Gesang.
Auch heute noch greifen viele Pagan-Metal-Bands dieselben stilistischen Elemente wie Black-Metal-Bands auf, nehmen sich aber heidnischer Thematik an. Vor allem die Frühwerke vieler bedeutender Bands sind oft „rauer, primitiver und schnörkelloser“ als ihre späteren Aufnahmen und damit den Black-Metal-Wurzeln näher. In Deutschland taten sich diesbezüglich in den 2000er-Jahren besonders Bands des inzwischen nicht mehr existierenden Labels Det Germanske Folket hervor, das hauptsächlich Pagan-Metal-Bands unter Vertrag hatte. Hierbei ist besonders die Band Riger zu nennen, deren Musik Black- und teilweise Death-Metal-Elemente aufgreift. Die Texte sind dabei neuheidnischer Natur und behandeln das moderne Verhältnis zur nordisch-germanischen Mythologie. Weitere Beispiele sind Heimdalls Wacht und Helrunar.
Der Großteil der Bands geht einen Schritt weiter und verknüpft Folk-Instrumente der jeweiligen Bezugskultur mit meist dem Black Metal entstammender Musik. Bei der schweizerischen Band Eluveitie, die sich auf die vorchristliche keltische Kultur bezieht, sind dies beispielsweise typische folkloristische Instrumente wie Bodhrán, Tin Whistle, Fiddle und Dudelsack. Rein musikalisch gesehen sind diese Bands auch dem Folk Metal zuzuordnen und lassen sich von anderen, beispielsweise textlich durch das Mittelalter oder die Piraterie beeinflusste Bands nur durch die in den Texten verwendete heidnische Thematik abgrenzen. Ein berühmter Vertreter aus Finnland ist die Band Moonsorrow, die Folk Metal mit Texten der nordisch-germanischen und finnischen Mythologie verbindet. Auch die finnische Folk-Metal-Band Finntroll wandte sich auf ihrem im Jahr 2010 erschienenen Album Nifelvind erstmals Themen der nordischen Mythologie zu, während sie zuvor eine antichristliche Thematik mit Bezug zur nordischen Folklore verfolgte (vor allem durch den Einbezug von Trollen in die Texte).
Einen gewissen Einfluss übten auch Soundtracks, wie der von Conan der Barbar, auf die Musik aus. Quorthon von Bathory und Darken von Graveland/Lord Wind gaben an, dass ihre Musik vom Conan-Soundtrack beeinflusst wurde.
Das Gleiche gilt insbesondere für den amerikanischen Kontinent, wo die dortige Mythologie und Folklore behandelt wird. Beispiele hierfür sind Ch'aska, Guahaihoque, Yaotl Mictlan, Folkheim, Auka Runa und Aztra, die mit ihrer Musik die Mythologie der dortigen „Ur-Kulturen“ bewahren will. In Asien steht zum Beispiel die japanische Band Magane für ihre Kultur. Vertreter aus dem Nahen Osten sind zum Beispiel Al Namrood aus Saudi-Arabien.
Oftmals ist eine Unterscheidung zum sehr ähnlichen Viking Metal schwer und nur über die Texte möglich. Einige Bands, darunter Falkenbach, Månegarm und Moonsorrow werden oft beiden Genres zugeordnet. Auch sind auf den meisten Festivals, beispielsweise dem Ragnarök-Festival, Bands beider Genres vertreten, denn die Szenen sind eng miteinander verknüpft. Kritiker bezweifeln daher, dass es sich um zwei verschiedene Genres handelt. Equilibrium, welche ebenfalls diesen zugerechnet wurden, jedoch lediglich auf ihrem Debütalbum Turis Fratyr aus dem Jahre 2005 mitunter heidnische Themen verwendeten, sind dagegen musikalisch eindeutiger im Folk Metal zu verorten.
Im slawisch-russischen Kulturraum sind die Genres Pagan Metal und Folk Metal seit ihrem Aufkommen Anfang der 2000er Jahre enger miteinander verquickt, was sich zum einen durch ihr jüngeres Aufkommen analog zum Zeitpunkt der Stilgenese im Westen erklären lässt, zum anderen allerdings auch durch die historische Kontinuität der Folklore im osteuropäischen Raum und die damit verbundene Konservierung postpaganistischer Elemente.

## Texte
Inhaltlich werden zumeist mythologische Themen behandelt, die der Götter- und Sagenwelt der Kelten, Germanen oder anderer vorchristlicher Völker entlehnt sind. Diese werden entweder im originalen Wortlaut wiedergegeben oder in eigene Liedtexte eingebunden. Auch die Behandlung von historischen Themen ist nicht unüblich, zum Beispiel besingen einige Pagan-Metal-Bands alte Schlachten und Feste in ihren Liedern. Oftmals sind die Texte dabei aggressiv antichristlich und kriegsglorifizierend oder transportieren „ein gewisses ‚Krisenbewusstsein‘, die heutige Zeit betreffend.“ Abhängig vom Herkunftsland der Band wird die jeweilige vorchristliche Kultur des Landes behandelt, in Deutschland zum Beispiel die der Germanen; teilweise beziehen sich Bands speziell auf regionale Folklore, wie Andras auf die des Erzgebirges. Im osteuropäischen Raum haben sich Bands etabliert, die sich auf die vorchristliche slawische Mythologie berufen. Allerdings beziehen sich Pagan-Metal-Bands nicht zwangsläufig auf die Traditionen ihres Landes: Die rechtsextreme polnische Band Graveland zum Beispiel bezieht sich unter anderem auch auf die nordische und keltische Mythologie. Da auch die meisten NSBM-Bands heidnische Themen behandeln, wird oftmals auch unpolitischen Vertretern des Pagan Metal vorgeworfen, neonazistische Vorstellungen zu vertreten.

## Auftreten und Kleidung
Während ein Teil der Musiker in traditionellen Metal-Outfits, also schwarz gekleidet und meist ein Band-Shirt tragend, auftreten, gehen einige einen Schritt weiter. So treten beispielsweise die Musiker der Band XIV Dark Centuries historisch korrekt gewandet auf und versuchen damit, das Erscheinungsbild germanischer Krieger nachzuahmen. Corpsepainting zum Beispiel wie bei Morrigan ist eher selten und dann nur bei Bands, die ihre Wurzeln im Black Metal haben, anzutreffen.
Die Fans tragen meist szenetypisch Shirts mit Bandlogo-Aufdruck, wobei das Merchandising von Pagan-Metal-Bands von Runenschriften und Symbolen der germanischen Mythologie wie dem Mjölnir dominiert wird. Viele Pagan-Metal-Bands, wie zum Beispiel Gernotshagen, XIV Dark Centuries, Belenos oder Falkenbach, haben den Thorhammer in ihr Bandlogo eingearbeitet, vergleichbar mit der Verwendung von Petruskreuzen und Drudenfüßen im Black Metal.

## Kritik
Kritiker werfen der Pagan-Metal-Szene vor, Wertvorstellungen wie Ehre, Männlichkeit und Militarismus über einen bewusst martialischen Habitus zu vermitteln. Oft gehe die Thematik mit einer Verklärung einher, Schlagwörter wie „Ehre“, „Treue“ und „Brüderlichkeit“ überdeckten großteils historische Fakten und das harte Leben der besungenen Epochen. Teilweise mit dieser grundthematischen Ausrichtung verknüpft, sehen sich Teile dieser Szene, ebenso wie Teile der Black-Metal-Szene, zudem dem Vorwurf ausgesetzt, Rechtsradikalismus zu fördern, oder ihn zumindest zu tolerieren. In diesem Zusammenhang wird in den Medien häufig ein relativ hoher Prozentsatz an Rechtsradikalen unter den Fans dieser Stilrichtungen und eine weitgehende Tolerierung dieser durch den Rest der Szene bemängelt.
Dem Genre zugerechnet wird auch die rechtsextreme Band Absurd. Die deutsche Band wurde 1992 in Sondershausen gegründet, begann als Rockband, trat ab 1995 offen rechtsextrem auf und wandte sich ab 2001 dem Pagan Metal zu.
Auch innerhalb der Metal-Szene wird zum Teil Kritik an unhistorischen Behauptungen und übersteigerter „Ahnenverehrung“ geübt.

## Einige bekannte Vertreter
| - Adorned Brood aus Deutschland - Arkona aus Russland - Falkenbach aus Deutschland - Forefather aus England - Gernotshagen aus Deutschland - Heidevolk aus den Niederlanden | - Helrunar aus Deutschland - In the Woods… aus Norwegen - Månegarm aus Schweden - Menhir aus Deutschland - Moonsorrow aus Finnland - Odroerir aus Deutschland | - Primordial aus Irland - Riger aus Deutschland - Skyforger aus Lettland - Surturs Lohe aus Deutschland - Varg aus Deutschland - XIV Dark Centuries aus Deutschland |

Zu einer vollständigen Auflistung aller in der Wikipedia vertretenen Pagan-Metal-Bands siehe Kategorie:Pagan-Metal-Band.